# Diachasma gressitti
Diachasma gressitti är en stekelart som beskrevs av Fischer 1971. Diachasma gressitti ingår i släktet Diachasma och familjen bracksteklar. Inga underarter finns listade i Catalogue of Life.